# Adélia Teixeira de Carvalho
Maria da Luz Teixeira de Carvalho (Cimbres, Pesqueira, 16 de dezembro de 1922 — Recife, 13 de outubro de 2013), conhecida por Irmã Adélia, foi uma camponesa que disse ter visto Nossa Senhora no Sítio Cimbres, onde morava, e tornou-se religiosa das Damas da Instrução Cristã.

## História
No dia 6 de agosto de 1936, no Sítio Guarda, em Cimbres, as adolescentes Maria da Luz e sua amiga Maria da Conceição receberam pela primeira vez a visita de Nossa Senhora, quando catavam sementes de mamona, trabalhando com medo de ataque do cangaceiro Lampião, que andava pelas redondezas de seu sítio. A uma pergunta de Maria da Luz sobre o que fariam, se Lampião as atacasse, ouviu a resposta de Maria da Conceição: 
 “Nossa Senhora haveria de dar um jeito de nos proteger”.
Naquele momento, surpresas, viram aparecer, no alto da serra, a imagem de uma mulher muito bonita, com uma criança nos braços, que as chamou para perto dela, e as adolescentes atenderam imediatamente, subindo às pressas e permanecendo com ela por algum tempo, voltando depois para casa, impressionadas, narrando o ocorrido.
Sem acreditar no ocorrido, o pai de Maria da Luz, Arthur Teixeira de Carvalho, foi com as duas meninas ao local da aparição, quando a Senhora apareceu novamente a elas, não sendo vista, no entanto, pelo Sr. Arthur. Para se certificar, ele fez perguntas através das meninas, para a Senhora responder quem era ela.

"Eu sou a Graça
Vim para avisar que hão de vir 3 castigos mandados por Deus. Diga ao povo que reze e faça penitência”.— respondeu a Senhora
As duas adolescentes continuaram a  ver a Senhora em outras ocasiões.
A história se espalhou rapidamente e o local virou ponto de peregrinação.
Logo após o conhecimento das aparições de Nossa Senhora da Graça a Maria da Luz e Maria da Conceição, a Igreja Católica instituiu um inquisidor das aparições, o padre Joseph (José) Kehrle. Ele fazia perguntas para Nossa Senhora em alemão e latim, e Maria da Luz e Maria da Conceição respondiam em português.

## Religiosa
Maria da Luz ingressou na congregação das Damas da Instrução Cristã e professou seus votos perpétuos em 1946, assumindo o nome de Irmã Adélia Carvalho.
Durante sua vida religiosa, Irmã Adélia se dedicou a trabalhos sociais, em ações que buscavam estruturar as famílias carentes.
Ela optou pelo silêncio sobre as aparições, e assim ficou até 1985, quando resolveu partilhar com as religiosas da congregação a experiência que teve com Nossa Senhora. Assim decidiu, porque estava com câncer, com metástase no fígado, e achava que tinha pouco tempo de vida.
Após o seu retorno ao local das aparições, em companhia de outras irmãs religiosas, Irmã Adélia pediu que, se fosse da vontade da Mãe do Céu que aquelas aparições fossem divulgadas, que Ela lhe desse, então, a cura. Foi o que ocorreu. Os novos exames realizados mostraram que não tinha mais câncer.
Também desenvolveu um trabalho entre os indígenas, depois de retornar ao lugar das aparições marianas. Promoveu atividades no modelo de oficinas, cursos e orientações profissionais para a formação de parte do povo Xucuru da Serra do Ororubá, junto com lideranças locais
Em um dos seus últimos depoimentos, a Irmã Adélia disse:

“Nossa Senhora quer que os jovens sejam corajosos para vencer. Amar o próximo como a si mesmo. Diversas vezes, Ela me arrancou das mãos dos inimigos. Estou esperando a vez que Ela me leve para o céu. Estou esperando esse momento para que eu veja o céu aberto”.

## Morte
Após uma longa enfermidade respiratória, a Irmã Adélia Carvalho morreu em 13 de outubro de 2013, com 90 anos de idade.

## Reconhecimento pela Igreja
O pedido pela beatificação e canonização da freira se iniciou em 2019 pela Diocese de Pesqueira, quando a Igreja Católica admitiu oficialmente que elas podem de fato ter visto Nossa Senhora das Graças.
Em 2 de outubro de 2021 o bispo de Pesqueira, Dom José Luiz Ferreira Salles, publicou a carta pastoral intitulada “A diocese de Pesqueira e as presumíveis aparições de Nossa Senhora da Graça”.
Em 22 de fevereiro de 2024, o Vaticano reconheceu a Irmã Adélia como Serva de Deus. O processo de beatificação foi aberto em 10 de março, e fase diocesana do processo encerrou-se em outubro de 2024, com sessão solene no Colégio Damas, seguida de missa celebrada pelo Bispo de Pesqueira, Dom José Luiz Salles.
Em 17 de outubro de 2024, com a entrega da documentação diocesana ao Vaticano, iniciou-se a fase romana de beatificação.